# Festival de Bole
 (juin 2022).
Pour les articles homonymes, voir Bole.
Le festival de Bole, est le plus grand festival gastronomique du sud et de l'est du Nigeria. Il se déroule à Port Harcourt, dans l'État de Rivers.

## Histoire
L'idée du festival été conçu en 2014 par Iwuh Kennedy Chinonso. Ainsi, cette fête a vu le jour en 2016.
En septembre 2016, il a été annoncé que le Port Harcourt, dans l'État de Rivers, organiserait un festival pour célébrer une mets originaire de l'État, appelé foraine de Bole.